# Slot Esterházy

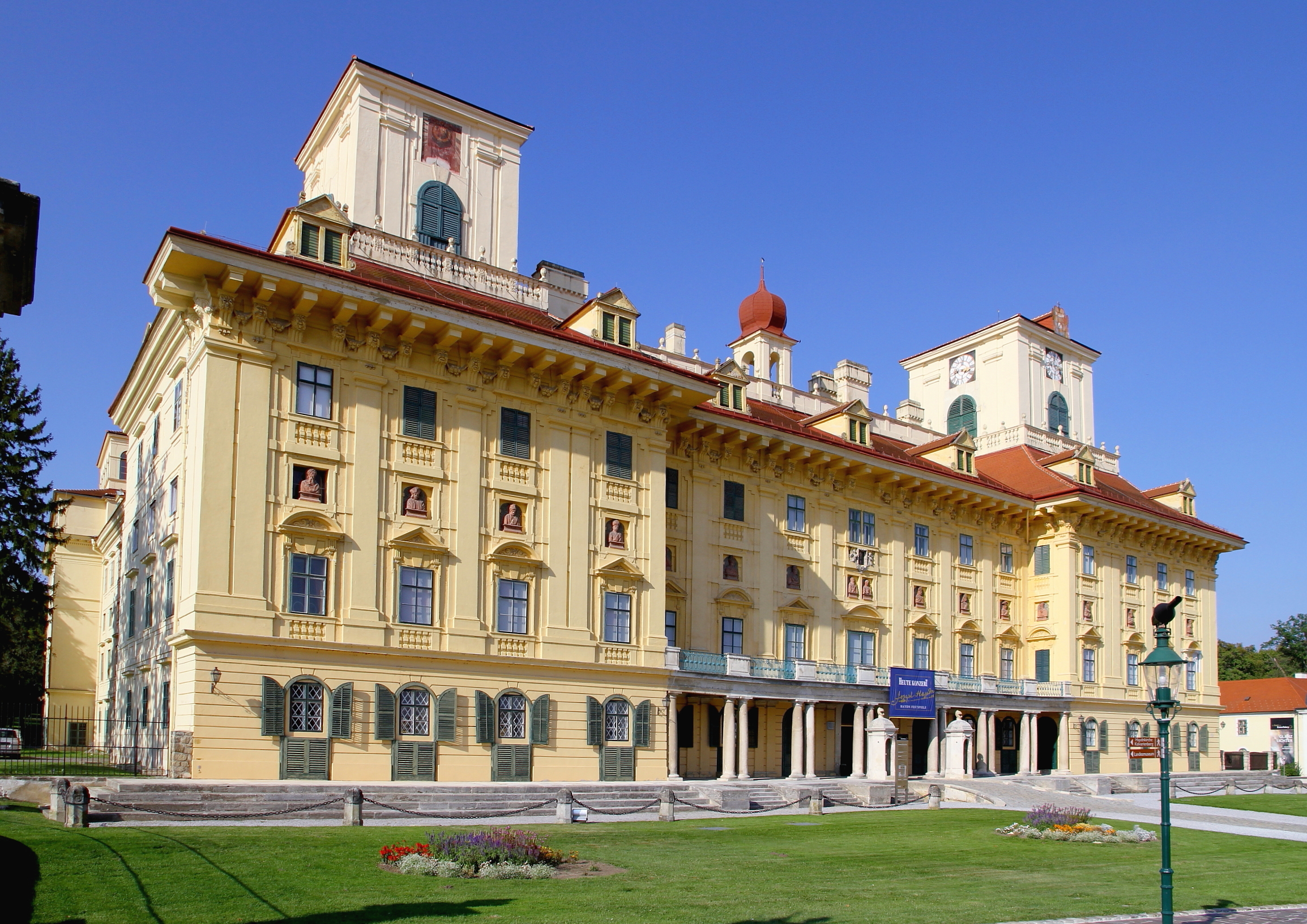
Slot Esterházy in Eisenstadt (2011)

Het slot Esterházy is een voormalige koninklijke residentie en een bezienswaardigheid in Eisenstadt, de hoofdstad van de provincie Burgenland. Het is eigendom van de Esterházy Private Foundation.

## Geschiedenis
Op de plaats van het huidige kasteel stond een burcht waarvan de oorsprong teruggaat tot de 13e eeuw. In 1364 werd het kasteel door de familie Kanizsay gekocht en royaal uitgebreid. Op basis van een toestemming van de Hongaarse koning Lodewijk de Grote bouwde de familie een muur rond de hele stad Eisenstadt, die het kasteel omsloot.
Tussen 1445 en 1464 kwamen het kasteel en de hele stad in het bezit van de Habsburgers. Na de verzoening van keizer Frederik III met de Hongaarse koning Mathias Corvinus kwamen de stad en heel het toenmalige West-Hongarije (ongeveer het huidige Burgenland) weer bij het Koninkrijk Hongarije.
In 1622 kwam het kasteel als onderpand in het bezit van de familie Esterházy - als ruilobject na de Vrede van Nikolsburg. In 1649 kochten de Esterházy's het kasteel van Ferdinand III; sindsdien is het gebied voortdurend in het bezit geweest van de familie. Aangezien de stad Eisenstadt (binnen de stadsmuren) niet aan hen onderworpen was, maar in 1648 de status van koninklijke Hongaarse vrije stad had verworven, begon de familie met nederzettingsactiviteiten op korte afstand ten westen van het kasteel.
Paul I liet het kasteel in de jaren 1650 verbouwen tot een barok paleis, dat 300 jaar lang de hoofdresidentie bleef van de familie. De wederopbouw duurde ongeveer tien jaar. De werkzaamheden die later nog nodig waren, kwamen tot stilstand door het Tweede Turkse Beleg in 1683.
In de 18e eeuw werd de buitenkant van het kasteel slechts licht gewijzigd. De meeste verbouwingen waren aan het interieur.
Onder Nicolaas II werd het gebouw aan het begin van de 19e eeuw (1805-1815) verbouwd tot een neoclassicistisch paleis, naar plannen van de architect Charles de Moreau. Het werk moest echter worden opgegeven als gevolg van de bezetting van Eisenstadt door Napoleontische troepen en kon niet worden voortgezet vanwege de financiële last die de oorlog tegen de Fransen op de familie Esterházy legde. Daarom bestaat nu alleen nog het centrale gedeelte van de prinselijke residentie, die volgens Moreau meer dan twee keer zo groot moest zijn. Aan het eind van de 19e eeuw werden grote renovatiewerken uitgevoerd.
Na de Tweede Wereldoorlog was tijdens de bezetting een deel van het provinciebestuur van Burgenland in het paleis gehuisvest. Na 1969 werden delen van het paleis gepacht door de deelstaat Burgenland. Deze huurovereenkomst liep af op 31 december 2009.
Het slot Esterházy bevat tentoonstellingsruimten in is open voor het publiek.

## Haydn-zaal
De historische balzaal van het paleis staat bekend als de Haydn-zaal en wordt vaak gebruikt als concertzaal. Joseph Haydn was in de 18e eeuw dertig jaar lang als kapelmeester in dienst van het prinselijk hof en moest in die hoedanigheid honderden muziekstukken componeren die onmiddellijk moesten worden uitgevoerd bij de representatieve gelegenheden van de vorst.